# 林田リコ
林田 リコ（はやしだ - 、1999年9月27日 - ）は、東京都出身の女性ソフトテニス選手。

## 来歴
文化学園大学杉並杉並高校-東京女子体育大学。高校三年時に皇后杯全日本ソフトテニス選手権大会に優勝。
2023年より韓国実業団に所属し、活躍。

## 四大国際大会戦績
- 2018アジア競技大会   国別対抗団体戦金メダル
- 2019世界ソフトテニス選手権 - ダブルス銀メダル（林田リコ・島津佳那）、国別対抗団体戦金メダル

## 主な戦績
- 2017 皇后杯全日本ソフトテニス選手権大会　優勝（林田・宮下）
- 2018 皇后杯全日本ソフトテニス選手権大会　優勝（林田・宮下）
- 2019 皇后杯全日本ソフトテニス選手権大会　優勝（林田・島津）

- 2016 全日本シングルス選手権 準優勝
- 2017 全日本シングルス選手権 第三位
- 2019 全日本シングルス選手権 優勝